# Mosteiro de São Salvador de Cela Nova
O Mosteiro de São Salvador de Celanova é um mosteiro medieval beneditino fundado por São Rosendo em meados do século X, e situado no concelho de Celanova, no centro da mesma localidade pertencente à Comarca da Terra de Celanova, na província de Ourense, na Galiza.

## História.

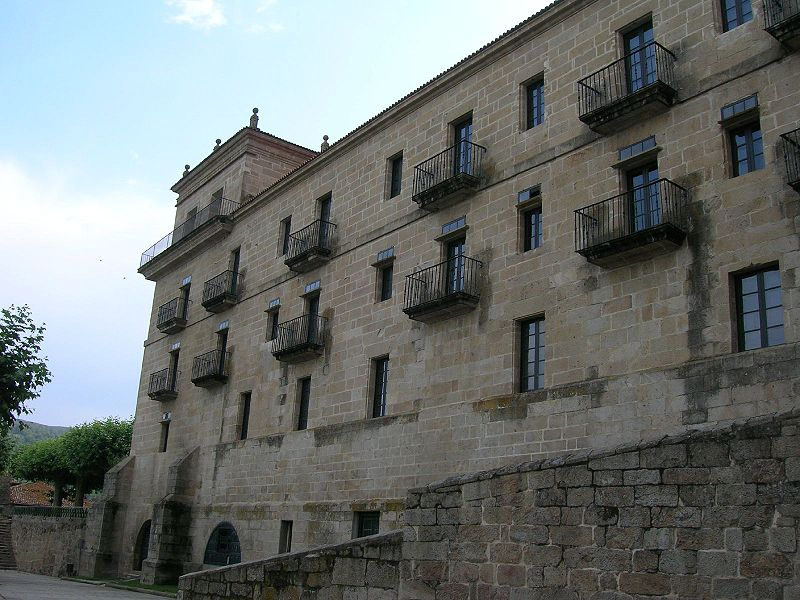
Fachada Leste do mosteiro

Por volta do ano 937, São Rosendo construiu um cenóbio na aldeia de Vilar, nuns terrenos propriedade do seu irmão, o conde Froila Gutiérrez fundando assim o Mosteiro de São Salvador de Celanova. São Rosendo foi conhecido pelo seu carisma espiritual tendo dado um impulso decisivo ao monacato no Noroeste peninsular, no quadro da expansão beneditina na Europa. A sua marca percebe-se no mosteiro de Caaveiro no de Lourenzá e no de Portomarín. Fundou o Mosteiro de San Salvador de Celanova, dinamizador da cultura e o desenvolvimento dos reinos cristãos no limiar do ano mil além de participar na fundação de outros cenóbios. Após um mandato na diocese de Mondoñedo, decidiu abdicar para se retirar ao mosteiro da sua fundação. São Rosendo foi ainda bispo de Dume e de Mondonedo e Bispo de Santiago de Compostela. O primeiro abade do Mosteiro de São Salvador de Celanova foi Franquila, que fora fundador do Mosteiro de Santo Estevo de Ribas de Sil, donde proviriam os monges para a nova comunidade. Após a sua morte em 955, sucedeu-o no cargo São Rosendo.
Foi abençoado a 25 de Setembro de 942 após cinco anos de trabalhos.
O lugar cresceu em redor do mosteiro e tornar-se-ia a atual Celanova. O abade ostentava, entre outros, os títulos de conde de Bande e marquês de Torre de Sande, nomeava juízes e administradores em mais de 50 localidades e tinha assento reservado na catedral de Ourense.
Após um período de decadência, em 1506 somou-se à Congregação de São Bento de Valladolid, com o que recuperou certo esplendor, mas no século XIX foi exclaustrado. A igreja converteu-se na paróquia de São Breijo e o mosteiro funcionou como cárcere, quartel, escola e moradia particular.

## Descrição
No mosteiro realizaram-se importantes obras no século XVII. Então contava com um templo medieval encostado ao claustro renascentista.

### A Capela de São Miguel

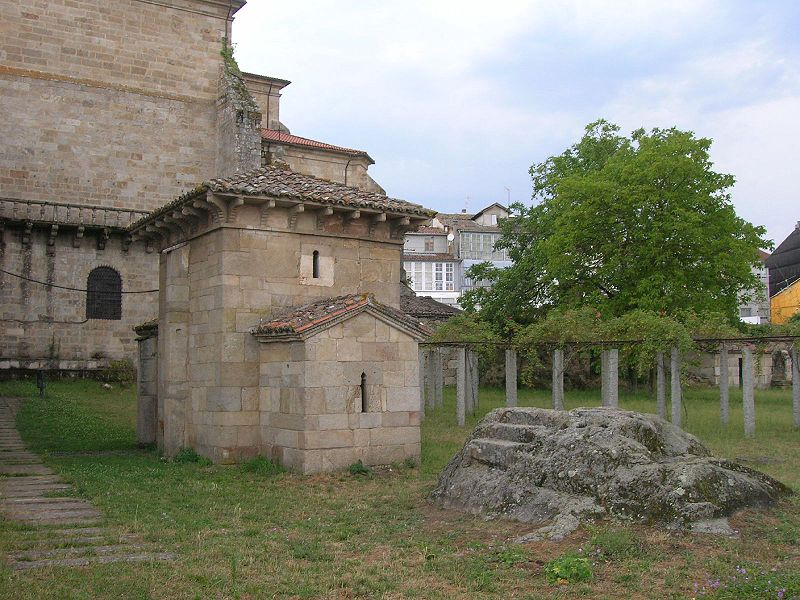
Capela pré-românica de São Miguel

Da época da fundação só resta a Capela de São Miguel, uma pequena capela pré-românica de influência moçárabe consagrada a São Miguel única no seu estilo na Galiza. Situada na horta, foi erguida por São Rosendo como santuário-oratório dedicado a seu irmão. Ocupa vinte e dois metros quadrados e mede seis de altura. A nave é de planta retangular; o cruzeiro está coberto por uma abóbada de aresta e a abside é circular no interior e quadrada no exterior. Os três espaços separam-se mediante arcos de ferradura.

### As fachadas
As fachadas principais do mosteiro e da igreja estão em linha, quando o habitual é que se coloquem em ângulo reto. Dão para a Praça central, na qual se colocou uma fonte procedente do claustro das Procissões, onde se erguera em 1580 imitando a fonte da Ferraria de Pontevedra.
A fachada principal do mosteiro conta com uma portada na direita. Nela, o primeiro corpo ocupa-o uma porta adintelada ladeada por dois pares de colunas de capitéis dóricos, o segundo uma porta vidrada com tímpano e um balcão com varanda de ferro forjado e o terceiro um frontão curvo com um escudo.

### A igreja
A fachada da igreja, barroca, foi terminada em 1653, embora sofresse algumas modificações no século seguinte. Encontra-se próxima a uma torre, a dos Abades, obra iniciada no século XVI e terminada com elementos típicos barrocos. A porta principal está presidida por São Bento, ladeado por São Torquato e São Rosendo, colocados estes últimos entre dois pares de colunas com capitéis coríntios; São Bento tem uma pedra na mão. No corpo intermédio há um vitral muito grande e o superior culmina num pente com o escudo abacial, rodeado por oito pináculos barrocos. O conjunto tende à horizontalidade
A planta da igreja é de cruz latina (com um formato retangular) com três naves e foi desenhada por Melchor de Velasco em 1661 que assina um contrato com a comunidade beneditina pelo qual levantou a igreja aproveitando a fachada recentemente terminada. A nave central cobre-se com um artesoado pétreo. Uma galeria percorre todo o beirado, que se apóia sobre grandes pilastras. O presbitério retangular entre sacristias e o cruzeiro coberto por uma cúpula ressalta os seus elementos classicistas. O conjunto não foi terminado por Melchor Velasco já que as obras se dilataram no tempo, e foi Pedro de Monteagudo o que trabalhou no seu acabado de 1672, pertencendo a cúpula (1682-1684) a este último período.
A igreja consagrou-se por volta de 1687.
O retábulo barroco da capela-mor é de 1697 e foi obra de Francisco Castro Canseco e alguns dados falam da continuação da obra por parte da sua oficina após a sua morte, unindo seu trabalho com o barroco compostelano tardio, tomando como referência as obras que se estavam a realizar no mosteiro de San Martiño Pinario. Deste jeito, podem-se encontrar paralelismos (uso de estípites e o tratamento do remate dos laterais) nos retábulos laterais dedicados a Santa Escolástica e Santa Gertrudes. Isto faz pensar numa cronologia tardia para esta parte da obra, possivelmente de tempos nos quais Frei Plácido Igrejas fora mestre-de-obras do mosteiro. Em outros retábulos como o de São Rosendo, montado em 1718, consta o trabalho de Frei Primitivo.

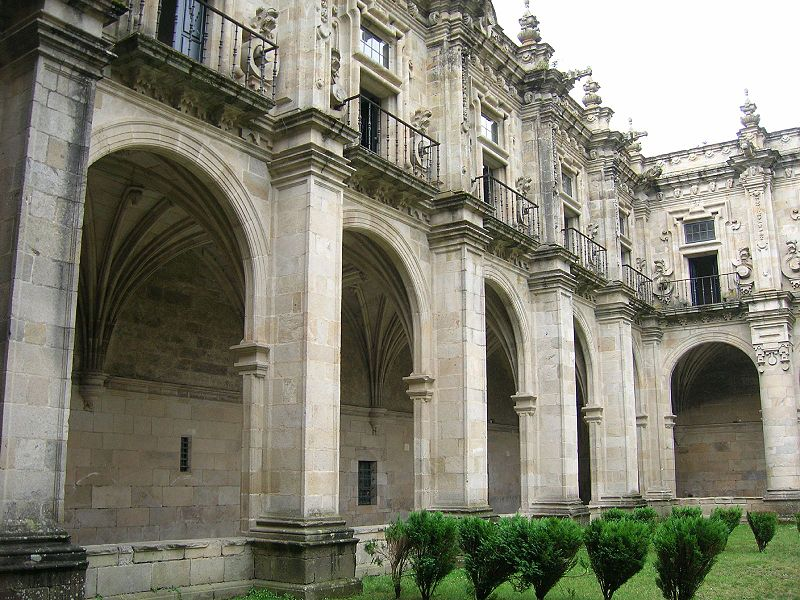
Detalhe do claustro velho

O templo conta também com um cadeiral plateresco de finais do século XV no coro alto, adornado com figuras de misericórdias. O coro baixo, de princípios do século XVII, por volta de 1715 a 1720, é obra também de Francisco de Castro Canseco, embora haja teorias que sustêm que a obra for de outros autores, com participação de Castro Canseco só para o final da obra, pelo qual se fala da convivência de dois estilos. Conta com 38 cadeiras na altura superior e 28 na inferior. Nos cadeirais do coro baixo relatam-se as vidas de São Bento (no lado da epístola) e a de São Rosendo (na do evangelho). Nos respaldos estão talhados santos da Ordem Beneditina (nos superiores) e cenas da vida do mosteiro (nos inferiores). Os seus lados longos unem-se por meio de um frente aberto por meio de um arco de volta perfeita que originariamente permitiria a contemplação direta do altar-mor desde os pés da igreja.
Em 1735 a comunidade contratou a Rodrigo Díaz de Lombán a realização de duas grades que fecham o coro.

### Os claustros
No interior há dois claustros:
- O claustro Velho ou claustro das Procissões tem planta quadrada e é obra de Frei Juan de Badajoz. Seu corpo inferior, de estilo renascentista. Começou-se sua construção por volta de 1550 e terminou-se em 1594. Apóia-se sobre vinte e quatro arcos semicirculares e está coberto por abóbada de cruzaria no desenvolvimento e por abóbadas estreladas nas esquinas. O corpo superior, barroco, foi remodelado no século XVIII obra do mestre de obras frei Plácido Igrejas, que decora as placas com formas cilíndricas, cachos de frutos e volutas e gárgulas nos seus balcões. As mísulas nas quais pousam as nervaturas das abóbadas decoram-se com bustos de Carlos V, Filipe II, João de Áustria e outros.

- O claustro Novo ou do Poleiro, neoclássico, foi construído em finais do século XVII ou começos do século XVIII e conta com um grande varandão montado sobre grandes mísulas que serve de lugar de aceso às celas que se encontram nesse nível, ao qual deve o seu sobrenome.

## Estado atual
Sua situação privilegiada no centro da vila de Celanova fez com que este mosteiro fosse reutilizado após a exclaustração para fins civis. Em nossos dias e a sé da Reitoral, o Concelho, o Julgado, a Biblioteca, o instituto de educação secundária e outras dependências oficiais.